# Присюньское лесничество
Присюньское лесничество — упраздненная деревня в Шаранском районе Башкортостана, относилась к Нижнеташлинскому сельсовету. Находится на кромке леса. Протекает река Тюльгаза.
Одна улица — Лесная. Почтовый индекс 452645.
В 2006 году объединена с селом Нижние Ташлы (Закон Республики Башкортостан от 21.06.2006 № 329-з «О внесении изменений в административно-территориальное устройство Республики Башкортостан в связи с образованием, объединением, упразднением и изменением статуса населенных пунктов, переносом административных центров», ст. 2).

## Известные жители
Кашафутдинов Тагир Миннезакиевич награждён медалью «За спасение погибавших» в 1998 году.

## Географическое положение
Расстояние до:
- районного центра (Шаран): 35 км
- ближайшей ж/д станции (Туймазы): 43 км